# Arthur Haferkorn

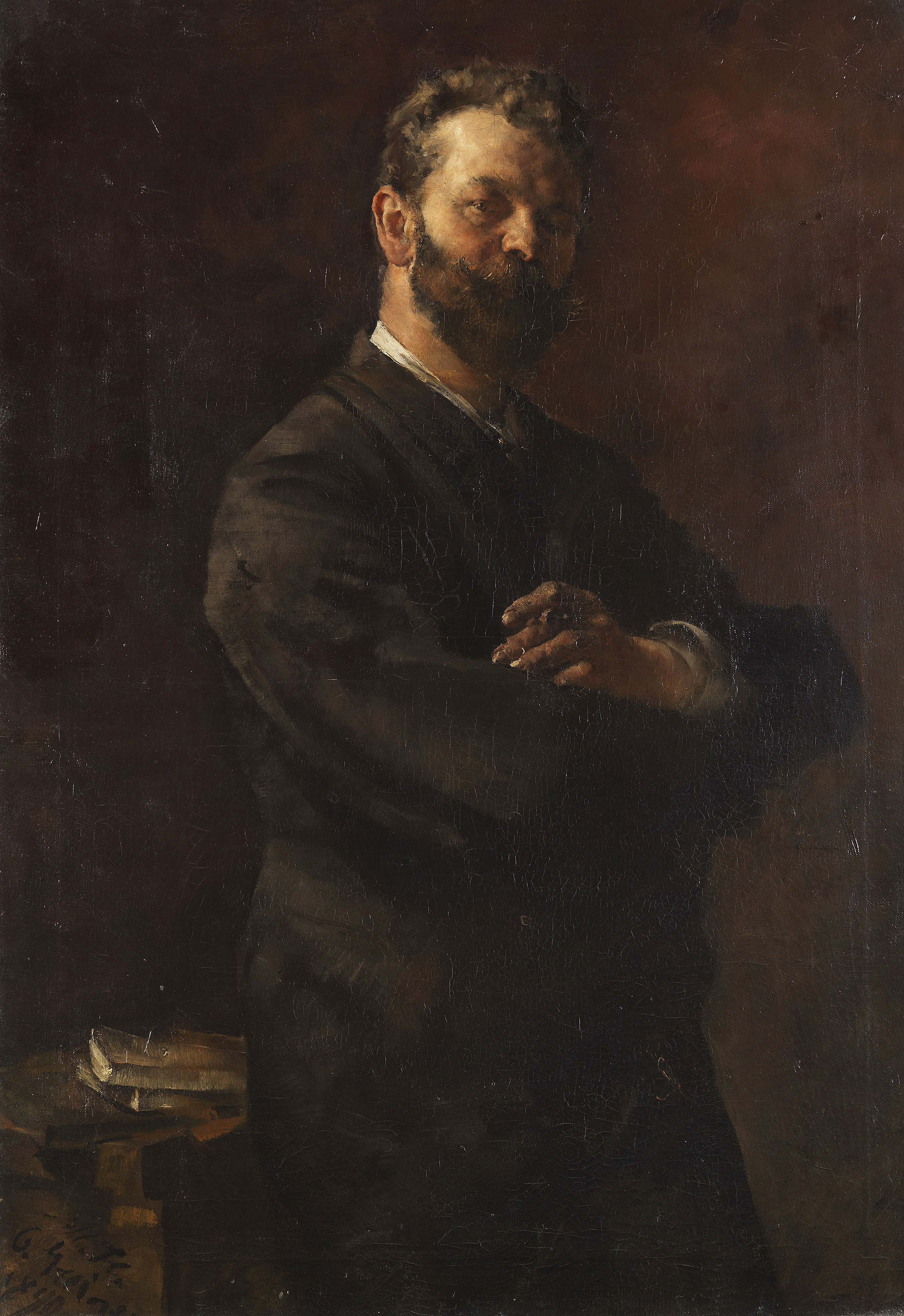
Otto Greiner: Porträt Arthur Haferkorn, 1898

Georg Arthur Haferkorn (* 10. März 1860 in Geringswalde; † 1. August 1923 in Leipzig) war ein deutscher Maler, Grafiker und Zeichenlehrer.

## Leben
Arthur Haferkorn war der Sohn eines gleichnamigen Webwarenfabrikanten und Geschäftsinhabers in Geringswalde. Nach dem Besuch der Bürgerschule wechselte er an die Realschule I. Ordnung nach Chemnitz, an der Fedor Flinzer sein Zeichenlehrer war. Dieser entdeckte das zeichnerische Talent seines Schülers und ebnete ihm den Weg zum Besuch der Kunstakademie in Dresden.
Haferkorn ließ sich nach Abschluss seiner Studien in Leipzig nieder, wo er ab 1884 als Zeichenlehrer an der 2. städtischen Fortbildungsschule für Knaben in der Schletterstraße, ab 1886 zugleich an der 8. Bezirksschule in der Scharnhorststraße und ab 1912 bis zu seinem Tode als Nachfolger Flinzers an der Petrischule lehrte und in Folge zum Oberlehrer und Studienrat ernannt wurde.
Haferkorn ist vor allem bekannt als Zeichenlehrer Otto Greiners – der ihm zeitlebens freundschaftlich verbunden blieb und ihn immer wieder porträtierte – und als Freund Max Klingers, zu dessen erlesenen Kreis von Atelier- und Kegelabendgästen Haferkorn zählte. Er war auch bei Klingers Beerdigung an der Seite der Witwe zugegen.
Haferkorn war verheiratet mit Johanne Charlotte Alma, geborene Händel (* 31. August 1867 in Leipzig; † 12. September 1943 in Leipzig), einer Tochter des Leipziger Fischwarenhändlers und Hoflieferanten Johann August Gustav Händel (1828–1895). Beider Tochter war die Malerin Elisabeth Haferkorn (1886–1969).
Haferkorn und seine Frau wurden im Erbbegräbnis der Familie Händel (Nr. 49) in der IX. Abteilung des Neuen Johannisfriedhofs bestattet.

## Galerie

Otto Greiner: Arthur Haferkorn, Lithographie
Otto Greiner: Arthur Haferkorn als Christopherus, Lithographie
Otto Greiner: Porträt Arthur Haferkorn, Lithographie
Max Klinger: Exlibris für Arthur Haferkorn
Arthur Haferkorn neben Max Klinger beim Kegelabend im Künstlerhaus, November 1903